# تیهومیر اوگنیانوف
تیهومیر اوگنیانوف (انگلیسی: Tihomir Ognjanov؛ ۲ مارس ۱۹۲۷ – ۲ ژوئیهٔ ۲۰۰۶) بازیکن و مربی فوتبال اهل صربستان بود.

## باشگاهی
از باشگاه‌هایی که در آن بازی کرده‌است می‌توان به باشگاه فوتبال ستاره سرخ بلگراد و باشگاه فوتبال پارتیزان اشاره کرد.

## تیم ملی
وی همچنین در تیم ملی فوتبال یوگسلاوی بازی کرده‌است.

## افتخارات
وی در مسابقات کشوری و بین‌المللی در مجموع برندهٔ ۱ مدال نقره شده‌است.